# Tamarixia pygmaeola
Tamarixia pygmaeola är en stekelart som först beskrevs av Erdös 1958.  Tamarixia pygmaeola ingår i släktet Tamarixia, och familjen finglanssteklar. Arten är reproducerande i Sverige.